# FK Mladá Boleslav
Az FK Mladá Boleslav cseh labdarúgóklub, amely a cseh élvonalban szerepel. Székhelye Mladá Boleslav városában található. Hazai mérkőzéseit a Městský stadionban rendezi.
A klub legnagyobb sikereit a 2000-es évek közepén aratta, 2006-ban ezüst-, 2007-ben bronzérmes lett, a nemzetközi kupákban pedig olyan csapatok felett diadalmaskodott, mint az Olympique de Marseille, vagy az Palermo.

## Korábbi nevei
- 1902–1910: SSK Mladá Boleslav (Studentský sportovní klub Mladá Boleslav)
- 1910–1919: Mladoboleslavský SK (Mladoboleslavský Sportovní klub)
- 1919–1948: Aston Villa Mladá Boleslav
- 1948–1949: Sokol Aston Villa Mladá Boleslav
- 1949-ben összeolvadt a Sokol Slavoj Mladá Boleslav-val és a Sokol Meteor Čejetičky-vel. Az új csapatnév ZSJ AZNP Mladá Boleslav (Základní sportovní jednota Automobilové závody národní podnik Mladá Boleslav) lett.
- 1950-ben csatlakozott a Sokol Mladoboleslavský is
- 1959–1965: TJ Spartak Mladá Boleslav AZNP (Tělovýchovná jednota Spartak Mladá Boleslav Automobilové závody národní podnik)
- 1965–1971: TJ Škoda Mladá Boleslav (Tělovýchovná jednota Škoda Mladá Boleslav)
- 1971–1990: TJ AŠ Mladá Boleslav (Tělovýchovná jednota Auto Škoda Mladá Boleslav)
- 1990–1992: FK Mladá Boleslav (Fotbalový klub Mladá Boleslav)
- 1992–1994: FK Slavia Mladá Boleslav (Fotbalový klub Slavia Mladá Boleslav)
- 1994–1995: FK Bohemians Mladá Boleslav (Fotbalový klub Bohemians Mladá Boleslav)

1995 óta jelenlegi nevén szerepel.

## Sikerei
- Cseh labdarúgó-bajnokság (Gambrinus Liga)

  - Ezüstérmes (1 alkalommal): 2006
  - Bronzérmes (1 alkalommal): 2007

- Cseh kupa (Pohár ČMFS)

  - Ezüstérmes (2 alkalommal): 1978, 2011

## Eredményei

### Bajnoki múlt
Az FK Mladá Boleslav helyezései az cseh labdarúgó-bajnokság élvonalában.
| Idény   | Helyezés |
| ------- | -------- |
| 2004–05 | 14. hely |
| 2005–06 | 2. hely  |
| 2006–07 | 3. hely  |
| 2007–08 | 7. hely  |

| Idény   | Helyezés |
| ------- | -------- |
| 2008–09 | 6. hely  |
| 2009–10 | 8. hely  |
| 2010–11 |          |

### Európaikupa-szereplés

#### Összesítve
| Kupa            | M  | GY | D | V | LG–KG |
| --------------- | -- | -- | - | - | ----- |
| Bajnokok Ligája | 4  | 1  | 2 | 1 | 8–9   |
| Európa-liga     | 12 | 3  | 3 | 6 | 12–13 |
| Összesítve      | 16 | 4  | 5 | 7 | 20–22 |

#### Szezonális bontásban
| Idény     | Kupa            | Forduló         | Klub                   | 1. mérk. | 2. mérk. | Össz. |
| --------- | --------------- | --------------- | ---------------------- | -------- | -------- | ----- |
| 2006–2007 | Bajnokok Ligája | 2. selejtezőkör | Vålerenga IF           | 3–1      | 2–2      | 5–3   |
| 2006–2007 | Bajnokok Ligája | 3. selejtezőkör | Galatasaray            | 2–5      | 1–1      | 3–6   |
| 2006–2007 | UEFA-kupa       | 1. forduló      | Olympique de Marseille | 0–1      | 4–2      | 4–3   |
| 2006–2007 | UEFA-kupa       | Csoportkör      | Panathinaikósz         | 0–1      | 0–1      | 0–1   |
| 2006–2007 | UEFA-kupa       | Csoportkör      | Rapid București        | 1–1      | 1–1      | 1–1   |
| 2006–2007 | UEFA-kupa       | Csoportkör      | Paris Saint-Germain    | 0–0      | 0–0      | 0–0   |
| 2006–2007 | UEFA-kupa       | Csoportkör      | Hapóél Tel-Aviv        | 1–1      | 1–1      | 1–1   |
| 2007–2008 | UEFA-kupa       | 1. forduló      | Palermo                | 0–1      | 1–0      | 1–1   |
| 2007–2008 | UEFA-kupa       | Csoportkör      | Villarreal CF          | 1–2      | 1–2      | 1–2   |
| 2007–2008 | UEFA-kupa       | Csoportkör      | Elfsborg               | 3–1      | 3–1      | 3–1   |
| 2007–2008 | UEFA-kupa       | Csoportkör      | AÉK Athén              | 0–1      | 0–1      | 0–1   |
| 2007–2008 | UEFA-kupa       | Csoportkör      | Fiorentina             | 1–2      | 1–2      | 1–2   |

Megjegyzés: Az eredmények minden esetben az FK Mladá Boleslav szemszögéből értendőek, a dőlten írt mérkőzéseket pályaválasztóként játszotta.